# Martha P. Haynes
Martha Patricia Haynes (née en 1951) est une astronome américaine spécialisée dans la radioastronomie et l'astronomie extragalactique. Elle est professeure émérite d'arts et de sciences en astronomie à l'Université Cornell. Elle fait partie de plusieurs comités de haut niveau au sein de la communauté astronomique américaine et internationale, notamment le comité consultatif de la division de l'ingénierie et des sciences physiques des académies nationales (2003-2008) et l'examen décennal de l'astronomie et de l'astrophysique (en 2010). Elle est vice-présidente du comité exécutif de l'Union astronomique internationale de 2006 à 2012 et siège au conseil d'administration d'Associated Universities Inc de 1994 à 2016, exerçant deux mandats en tant que présidente du conseil et un an en tant que présidente par intérim.

## Carrière académique
Haynes est diplômée du Wellesley College en 1973 avec un BA en physique et astronomie. Elle va à l'Université de l'Indiana pour ses études supérieures. Là, elle obtient sa maîtrise en 1975 et son doctorat en 1978. De 1978 à 1981, elle travaille à l'Observatoire astronomique d'Arecibo qu'elle quitte pour devenir directrice adjointe de l'Observatoire de Green Bank. Elle rejoint la faculté de Cornell en 1983. Là, elle travaille avec le collaborateur Riccardo Giovanelli, utilisant des radiotélescopes pour cartographier la distribution des galaxies dans l'Univers.
Elle est coresponsable de l'enquête ALFALFA, ayant travaillé avec le projet (et son prédécesseur, l'enquête ALFA) depuis le début des années 2000.
Avec Riccardo Giovanelli, elle travaille sur le développement du Cerro Chajnantor Atacama Telescope (CCAT) au milieu des années 1990, ce qui conduit à la construction du Fred Young Submillimeter Telescope (FYST) sur le Cerro Chajnantor au nord du Chili. Elle est (à partir de 2020) la présidente du conseil d'administration du projet CCAT.
En 1989, Haynes reçoit avec son collaborateur Riccardo Giovanelli la Médaille Henry-Draper « pour la première vue tridimensionnelle de certaines des remarquables structures filamentaires à grande échelle de notre univers visible ». En 1999, elle est élue à l'Académie américaine des arts et des sciences et en 2000 à l'Académie nationale des sciences. Elle reçoit la Médaille Bruce de la Société astronomique du Pacifique en 2019 « en reconnaissance d'une vie de réalisations et de contributions exceptionnelles à la recherche en astrophysique ».
L'astéroïde (26744) Marthahaynes, découvert par les astronomes du programme LONEOS à la Station Anderson Mesa en 2001, est nommé en son honneur. Elle reçoit la bourse de conférence Karl G. Jansky en 2020 et est élue Legacy Fellow de l'American Astronomical Society en 2020.
Haynes est mariée à un collaborateur de longue date Riccardo Giovanelli. Ils vivent à Ithaca, New York.